# Grainville
Grainville är en kommun i departementet Eure i regionen Normandie i norra Frankrike. Kommunen ligger i kantonen Fleury-sur-Andelle som tillhör arrondissementet Les Andelys. År 2018 hade Grainville 548 invånare.

## Befolkningsutveckling
Antalet invånare i kommunen Grainville
Referens:INSEE